# Philippinenspecht
Der Philippinenspecht (Mulleripicus funebris) ist eine Vogelart aus der Familie der Spechte (Picidae). Diese mittelgroße Spechtart ist ein Endemit der Philippinen und besiedelt dort Wälder fast jeder Art. Zur Lebensweise ist nur sehr wenig bekannt. Die Art gilt als wenig häufig, lokal als recht häufig, der Bestand ist offenbar stabil. Der Philippinenspecht wird von der IUCN daher als  (=least concern – nicht gefährdet) eingestuft.

## Beschreibung
Philippinenspechte sind mittelgroße und fast einfarbig schwarze Spechte mit auffallend langem und dünnem Hals, recht kleinem Kopf und einem langen und steifen Schwanz, der zur Spitze hin leicht nach vorn gebogen ist. Der Schnabel ist recht lang, fast punktförmig zugespitzt und an der Basis schmal, der Schnabelfirst ist nach unten gebogen. Die Körperlänge beträgt etwa 30 cm, das Gewicht 139–183 g; die Art ist damit etwas kleiner, aber deutlich leichter als ein Grünspecht.
Die Art zeigt hinsichtlich der Färbung einen deutlichen Geschlechtsdimorphismus. Männchen der Nominatform sind abgesehen von Kopf und Hals einfarbig schwarz. Die gesamte Oberseite einschließlich Oberflügeln und Schwanz zeigt einen bläulichen Glanz. Die Unterseite ist etwas heller schieferschwarz und ohne Glanz, gelegentlich befinden sich auf der Brust einige feine helle Punkte. Stirn, vorderer Oberkopf, Bartstreif, Wangen und die vorderen Ohrdecken sind dunkelrot, wobei zumindest einige schwarze Federbasen sichtbar sind. Der übrige Kopf und der Hals sind auf schwarzem Grund, die Kehle manchmal auch auf mehr grauem Grund fein weiß gepunktet; diese Punkte können manchmal auch fehlen.
Der Schnabel ist schwärzlich, Schnabelmitte und -basis sowie der Unterschnabel sind hell gelblich hornfarben. Beine und Zehen sind bräunlich grau. Die Iris ist hellgelb.
Weibchen fehlen die roten Partien am Kopf, diese Bereiche sind schwarz und ebenfalls fein hell gepunktet, wobei auch bei Weibchen die hellen Punkte gelegentlich fehlen.

## Lautäußerungen
Viele Beobachter haben Rufe vermerkt, diese sind bisher aber nicht näher beschrieben. Ebenso wenig liegen Angaben darüber vor, ob die Art trommelt.

## Verbreitung und Lebensraum
Diese Spechtart ist ein Endemit der Philippinen. Besiedelt sind Luzon, der Polillo-Archipel, Catanduanes und Marinduque im Norden und Osten sowie Samar, Leyte und Mindanao im Süden der Inselgruppe. Die Größe des Gesamtverbreitungsgebietes ist nicht bekannt. Philippinenspechte besiedeln Wälder fast jeder Art von immergrünen tropischen Wäldern bis zu montanen Kiefern- und Eichenwäldern und sind auch in der Nähe von Kulturland zu beobachten. Gemieden werden nur stark moosige Waldtypen. Die Höhenverbreitung reicht von den Niederungen bis in 1350 m.

## Systematik
Die Zahl der Unterarten ist umstritten, heute werden meist nur noch zwei anerkannt:
- Mulleripicus funebris funebris (Valenciennes, 1826); die Nominatform besiedelt im Norden der Philippinen Luzon, Catanduanes, Marinduque und die Polilloinseln.

- Mulleripicus funebris fuliginosus Tweeddale, 1877; Süden der Philippinen mit Samar, Leyte und Mindanao. Kürzerer Schwanz und kürzerer und höherer Schnabel als Nominatform, insgesamt heller und rote Kopfpartien beim Männchen weniger ausgedehnt. Die Oberseite einschließlich Oberflügel und Schwanz ist mehr schieferschwarz als schwarz, die Unterseite ist grauer. Die Rotfärbung am Kopf des Männchens ist auf einen breiten Bartstreif beschränkt, der übrige Kopf ist bei beiden Geschlechtern ebenfalls grauer. Der Schnabel ist hell gelblich-elfenbeinfarben mit dunklerer Basis.

Zwei weitere Unterarten (M. f. mayri im Norden Luzons und M. f. parkesi auf den Polilloinseln) werden von Winkler et al. noch anerkannt, aber als kaum von der Nominatform differenziert beschrieben. Sie werden heute meist der Nominatform zugeordnet.

## Lebensweise
Angaben zur Lebensweise liegen bisher kaum vor. Die Art ist offenbar weitgehend an die obere Baumschicht gebunden und wurde bisher in über 20 m Höhe an großen lebenden wie halbtoten und toten Bäumen beobachtet. Zur Nahrung ist bisher nichts bekannt. Philippinenspechte werden einzeln oder in Paaren angetroffen. Die Brutzeit erstreckt sich auf Luzon und den Polilloinseln vermutlich von März bis Mai, auf Samar und Leyte von April bis August. Weitere Angaben zur Brutbiologie sind bisher nicht vorhanden.

## Bestand und Gefährdung
Angaben zur Bestandsgröße gibt es nicht. Die Art gilt als wenig häufig, lokal als recht häufig, der Bestand ist offenbar stabil. Der Philippinenspecht wird von der IUCN daher als ungefährdet („least concern“) eingestuft.